# Nikołaj Gołdobin
Nikołaj Siergiejewicz Gołdobin, ros. Николай Сергеевич Голдобин (ur. 7 października 1995 w Moskwie) – rosyjski hokeista.

## Kariera
- Russkie Witiazi Czechow (2011-2012)
- Sarnia Sting (2012-2014)
- HIFK (2014-2015)
- Worcester Sharks (2015)
- San Jose Barracuda (2015-2017)
- San Jose Sharks (2015, 2017)
- Utica Comets (2017-2018, 2019-2020)
- Vancouver Canucks (2018-2019)
- CSKA Moskwa (2020)
- Mietałłurg Magnitogorsk (2020-2023)
- Spartak Moskwa (2023-)

Wychowanek klubu Biełyje Miedwiedi Moskwa. W barwach zespołu Russkich Witiaziów Czechow występował przez jeden sezon w rosyjskich juniorskich rozgrywkach MHL edycji 2011/2012. Po jej zakończeniu najpierw został wybrany w KHL Junior Draft 2012 przez Mietałłurg Nowokuźnieck, a wkrótce potem w CHL Import Draft 2012 do kanadyjskich rozgrywek juniorskich CHL przez klub Sarnia Sting. Następnie wyjechał do Kanady i przez dwa lata grał w tej drużynie w lidze OHL. W czerwcu 2014
w NHL Entry Draft 2014 został wybrany przez amerykański San Jose Sharks, a we wrześniu tego roku podpisał kontrakt wstępujący z tym klubem. W następnym miesiącu został wypożyczony do fińskiego zespołu i występował w edycji rozgrywek Liiga (2014/2015). Pod koniec tego sezonu wrócił do USA i rozegrał jeszcze 15 spotkań w barwach Worcester Sharks w lidze AHL. Przez dwie kolejne edycji tych rozgrywek występował regularnie w zespole farmerskim, San Jose Barracuda, a ponadto zdołał rozegrać też 11 meczów w barwach SHS w NHL. 1 maja 2017 ogłoszono jego transfer do Vancouver Canucks i był związany z tym klubem przez trzy lata. W jego barwach grał w NHL, a także występował na farmie w Utica Comets w AHL. W czerwcu 2020 został zawodnikiem CSKA Moskwa w KHL. W połowie grudnia 2020 został przetransferowany do Mietałłurga Magnitogorsk. W czerwcu 2022 przedłużył kontrakt na okres do końca sezonu KHL (2022/2023). W czerwcu 2023 przeszedł do Spartaka Moskwa.
Uczestniczył w turnieju mistrzostw świata do lat 20 edycji 2015.

## Sukcesy
Reprezentacyjne
- Srebrny medal mistrzostw świata juniorów do lat 20: 2015

Klubowe
- Finał o Puchar Gagarina: 2022 z Mietałłurgiem Magnitogorsk
- Srebrny medal mistrzostw Rosji: 2022 z Mietałłurgiem Magnitogorsk

Indywidualne
- OHL (2012/2013):
  - Pierwsze miejsce w klasyfikacji strzelców wśród pierwszoroczniaków w sezonie zasadniczym: 30 goli[13]
  - Drugie miejsce w klasyfikacji asystentów wśród pierwszoroczniaków w sezonie zasadniczym: 38 asyst[14]
  - Pierwsze miejsce w klasyfikacji kanadyjskiej wśród pierwszoroczniaków w sezonie zasadniczym: 68 punktów[15]
  - Drugi skład gwiazd
- OHL (2013/2014):
  - Czternaste miejsce w klasyfikacji strzelców w sezonie zasadniczym: 38 goli[16]
  - Dziewiąte miejsce w klasyfikacji asystentów w sezonie zasadniczym: 56 asyst[17]
  - Siódme miejsce w klasyfikacji kanadyjskiej w sezonie zasadniczym: 94 punkty[18]
- KHL (2020/2021):
  - Najlepszy napastnik etapu – ćwierćfinały konferencji[19]
- KHL (2021/2022):
  - Trzecie miejsce w klasyfikacji strzelców zwycięskich goli meczowych w sezonie zasadniczym: 6 goli
  - Najlepszy napastnik etapu – półfinały konferencji[20]
  - Czwarte miejsce w klasyfikacji strzelców w fazie play-off: 8 goli
  - Trzecie miejsce w klasyfikacji kanadyjskiej w fazie play-off: 187 punktów
  - Złoty Kask (przyznawany sześciu zawodnikom wybranym do składu gwiazd sezonu)[21][22]
- KHL (2023/2024):
  - Najlepszy napastnik miesiąca - wrzesień 2023[23], październik 2023[24]
- KHL (2023/2024):
  - Drugie miejsce w klasyfikacji strzelców w sezonie zasadniczym: 37 goli
  - Piąte miejsce w klasyfikacji asystentów w sezonie zasadniczym: 41 asyst
  - Trzecie miejsce w punktacji kanadyjskiej w sezonie zasadniczym: 78 punktów
- KHL (2024/2025):
  - Czwarte miejsce w klasyfikacji asystentów w fazie play-off: 9 asyst